# Albert-Wolfgang de Schaumbourg-Lippe
Albert-Wolfgang (27 avril 1699 – 24 septembre 1748) est comte de Schaumbourg-Lippe de 1728 à sa mort.

## Biographie
Né à Bückeburg, Albert-Wolfgang est le quatrième fils du comte Frédéric-Christian de Schaumbourg-Lippe et de son épouse Jeanne-Sophie de Hohenlohe-Langenbourg, et l'aîné de ceux qui survivent à l'enfance. Il succède à son père à la tête du comté à sa mort, le 13 juin 1728, comme comte régnant du Saint-Empire.

## Mariages et descendance
Le 30 octobre 1721, Albert-Wolfgang épouse à Londres la comtesse Marguerite-Gertrude d'Oeynhausen (1701-1726), fille illégitime du roi George Ier de Grande-Bretagne, électeur de Hanovre, et de sa maîtresse Mélusine von der Schulenburg, depuis 1719 duchesse de Kendal, ainsi que fille adoptive de la sœur de Mélusine, Margarethe et de son mari Raben Christoph von Oeynhausen qui ont élevé leur nièce avec eux. À l'instigation du roi de Grande-Bretagne, sa fille est élevée au rang personnel de comtesse du Saint-Empire par l'empereur Charles VI en 1721 en tant que comtesse d'Oeynhausen afin de pouvoir épouser le comte héréditaire Albert-Wolfgang sans que cela ait remis en cause ses prétentions successorales comme un mariage de la main gauche. En 1722, les parents adoptifs de la comtesse Marguerite-Gertrude furent également élevés au rang des comtes du Saint-Empire.
Pour le petit comté, épouser la fille de l'électeur voisin et dirigeant d'une grande puissance européenne signifiait la neutralisation du désir d'expansion territoriale du Hanovre électoral et l'obtention d'un pouvoir protecteur contre les revendications du Landgraviat de Hesse-Cassel.
Albert-Wolfgang et Marguerite-Gertrude ont deux enfants :
- Georges-Guillaume (1722-1742), mort en duel ;
- Frédéric-Guillaume (1724-1777), comte de Schaumbourg-Lippe.

Veuf, Albert-Wolfgang se remarie le 26 avril 1730 à Varel avec la princesse Charlotte-Frédérique (bg) (1702-1785), fille du prince Frédéric-Guillaume Ier de Nassau-Siegen et veuve du prince Léopold d'Anhalt-Köthen.